# Mare de Déu del Bon Socors de Perpinyà

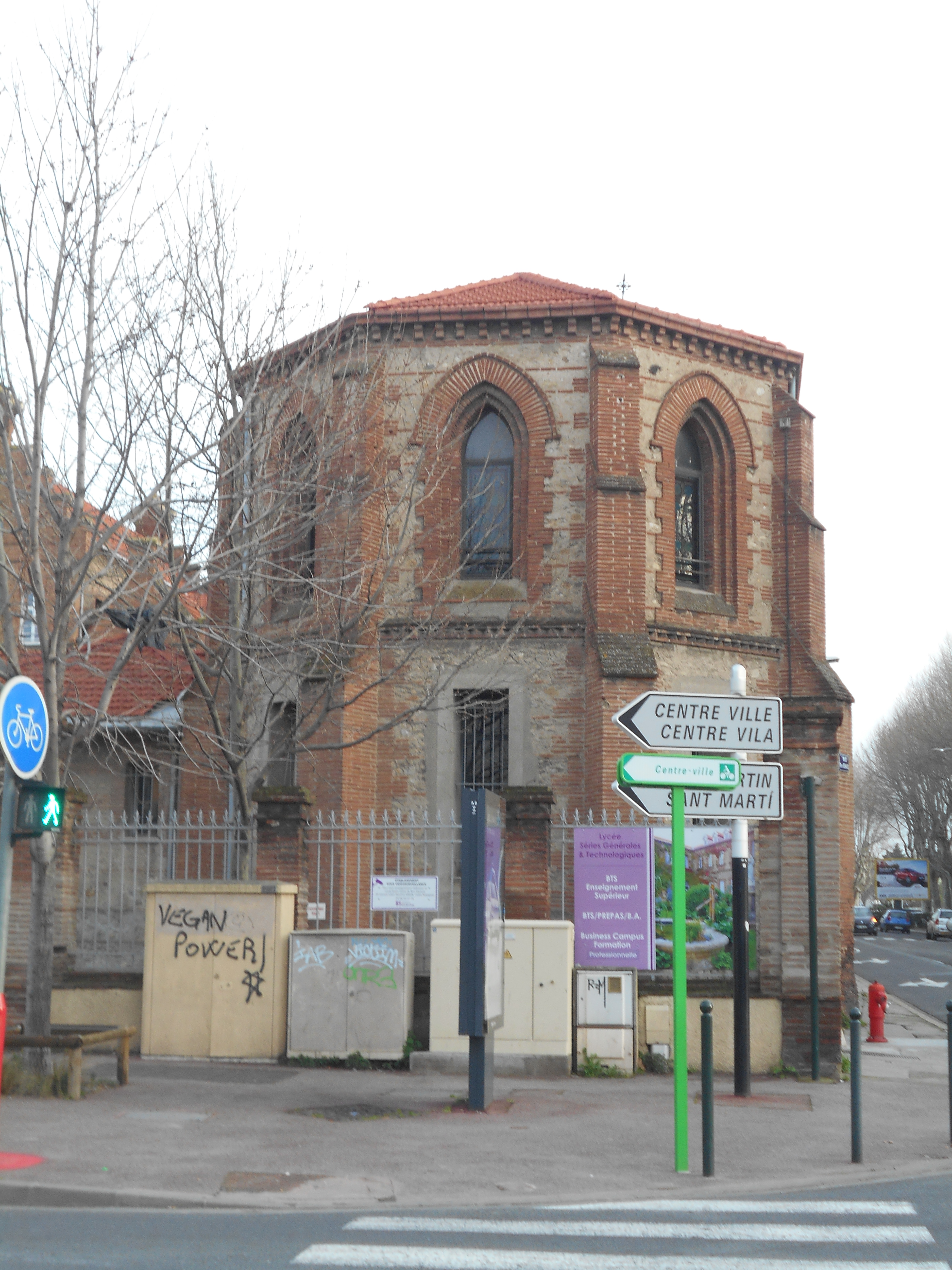
Capçalera de l'església

La Mare de Déu del Bon Socors de Perpinyà és l'església del col·legi del mateix nom de la ciutat de Perpinyà, a la comarca del Rosselló, de la Catalunya del Nord.
És en el barri de Sant Martí, proper al de l'Estació, al carrer de Julien Bernard Alart, dins d'un recinte escolar bastant gran emmarcat pel carrer esmentat, l'avinguda Jules Panchot i els carrers de l'Empordà i de Pierre Renaudel. És a la mateixa illa de cases que l'església parroquial de Sant Martí, una mica més a ponent.